# Pussy Cats
| Оценки критиков                | Оценки критиков |
| Источник                       | Оценка          |
| ------------------------------ | --------------- |
| AllMusic                       | [ 1 ]           |
| Christgau's Record Guide       | A−              |
| The Essential Rock Discography | 6/10            |
| Pitchfork                      | 7.8/10          |
| The Rolling Stone Album Guide  | [ 5 ]           |

Pussy Cats — десятый альбом американского певца Гарри Нилсона, выпущенный лейблом RCA Records в 1974 году. Он был спродюсирован Джоном Ленноном в период его так называемого «Потерянного уикенда». Название альбома было навеяно дурной репутацией Нильссона и Леннона в тот период, из-за частых дебошей музыкантов. На обложку поместили дежурную шутку в виде ребуса — детские буквенные блоки «D» и «S» между ковриком (англ. rug) — образующего слово «drugs» (с англ. — «наркотики»).

## Запись
Работа над пластинкой началась в Лос-Анджелесе, однако впоследствии Джон Леннон решил закончить его в Нью-Йорке, так как там мог лучше контролировать студийные сессии. Во время записи Гарри Нилсон порвал одну из голосовых связок, скрыв этот факт от Леннона из-за опасений прекращения работы. Музыкант решил закончить альбом толком не вылечившись, что негативно сказалось на его дальнейших вокальных способностях. По словам некоторых из его друзей (включая Микки Доленца из The Monkees), Нилсон так и не смог оправиться от ущерба, причинённого его голосу. Проблемы с вокалом артиста наиболее заметны в песнях в «Old Forgotten Soldier» и «Loop de Loop», в последней из которых его голос смешан с бэк-вокалом.
Рабочее название альбома Strange Pussies было забраковано руководством RCA Records и изменено на Pussy Cats. Среди привлечённых к работе музыкантов фигурировали барабанщики Ринго Старр, Кит Мун и Джим Келтнер, которые сыграли все вместе в заключительном треке «Rock Around the Clock», используя три отдельные ударные установки. Также на пластинке отметились Джесси Эд Дэвис, Клаус Форман и Бобби Киз.
Квадрофоническая версия альбома была выпущена в виде восьмидорожечной аудиозаписи. Песни были специально перемикшированы для этого релиза.
Половина из десяти композиций альбома представляли собой кавер-версии, остальные были написаны Нилсоном (в соавторстве с Ленноном под псевдонимом «Mucho Mungo / Mt. Elga»).
После первой сессии, 28 марта, в студию неожиданно заглянули Пол Маккартни и Стиви Уандер. В 1992 году записанный ими в студии черновой материал был выпущен в виде бутлега A Toot and a Snore in ’74. Этот инцидент является единственным известным случаем совместной записи Леннона и Маккартни после распада The Beatles.

## Выпуск
Альбом был выпущен 19 августа 1974 года в США и 30 августа 1974 года в Великобритании.
Долгие годы писавший о The Beatles публицист Дерек Тейлор, продюсировавший A Little Touch of Schmilsson in the Night, написал примечания к оригинальному тиражу Pussy Cats. В тексте он сослался на печально известную предысторию записи альбома и пошутил: «Гарри и Джон […] в последнее время вели вампирскую жизнь, но не пили кровь, кроме как у друг друга, и то не много. […] В любом случае, перекрестное переливание действует, чёрт побери».
Альбом получил сдержанные отзывы критиков, заняв 60-е место в чарте альбомов Billboard 200. Следующие релизы Нилсона на RCA проявили себя ещё хуже.
В июне 1999 года было выпущено переиздание пластинки, приуроченное к 25-летию записи.
В октябре 2006 года инди-рок-группа The Walkmen записала потрековый требьют альбому. Также было записано несколько кавер-версий на песню «Don’t Forget Me», в том числе Маршаллом Креншоу для сборника For the Love of Harry: Everybody Sings Nilsson (1995), кантри-исполнительницей Нико Кейс и инди-музыканткой Мэми Минч для компиляции This Is the Town: A Tribute to Nilsson, Vol. 1.

## Список композиций
Все треки написаны Гарри Нилсоном, за исключением отмеченных.
| №   | Название                                                 | Автор(ы)                       | Длительность |
| --- | -------------------------------------------------------- | ------------------------------ | ------------ |
| 1.  | «Many Rivers to Cross»                                   | Джимми Клифф                   | 4:56         |
| 2.  | «Subterranean Homesick Blues»                            | Боб Дилан                      | 3:17         |
| 3.  | «Don't Forget Me»                                        | Гарри Нилссон                  | 3:37         |
| 4.  | «All My Life»                                            | Нилссон                        | 3:11         |
| 5.  | «Old Forgotten Soldier»                                  | Нилссон                        | 4:14         |
| 6.  | «Save the Last Dance for Me»                             | Док Помус, Морт Шуман          | 4:25         |
| 7.  | «Mucho Mungo/Mt. Elga»                                   | Джон Леннон, Нилссон           | 3:43         |
| 8.  | «Loop de Loop» (при участии Masked Alberts Kids Chorale) | Тед Ванн                       | 2:40         |
| 9.  | «Black Sails»                                            | Нилссон                        | 3:15         |
| 10. | «Rock Around the Clock»                                  | Джимми Денайт, Макс Си Фридман | 3:12         |

| №   | Название                                         | Автор(ы)     | Длительность |
| --- | ------------------------------------------------ | ------------ | ------------ |
| 11. | «Down by the Sea»                                | Нилссон      | 5:37         |
| 12. | «The Flying Saucer Song»                         | Нилссон      | 6:30         |
| 13. | «Turn Out the Light»                             | Нилссон      | 2:32         |
| 14. | «Save the Last Dance for Me» (Alternate Version) | Помус, Шуман | 4:26         |

## Участники записи
- Гарри Нилсон — вокал, фортепиано (3, 5), электрическое фортепиано (8, 10), клавинет[англ.] (2), аранжировки (3-10)
- Джесси Эд Дэвис[англ.] — гитара (1, 2, 4, 5, 6, 7, 8, 10)
- Дэнни Кортчмар[англ.] — гитара (1, 2, 4, 6, 7, 8, 10)
- Сники Пит Кляйноу[англ.] — педальная слайд-гитара (1, 2, 4, 6)
- Кеннет Ашер[англ.] — фортепиано (1, 4, 7), электрическое фортепиано (2), оркестровки, дирижирование
- Джейн Гетц[англ.] — фортепиано (6, 8, 10)
- Вилли Смит — орга́н (1)
- Клаус Форман — бас (1, 2, 4, 5, 6, 7, 8, 10)
- Джим Келтнер — ударные (1, 2, 4, 6, 7, 8, 10)
- Ринго Старр — ударные (1, 2, 4, 6, 8, 10), маракасы (7)
- Кит Мун — ударные (8, 10), конги (7), коробочка (4)
- Дуг Хофер — малый барабан (2)
- Синтия Уэбб — маракасы (7)
- Бобби Киз — саксофон (1, 2, 4, 6, 7, 8, 10)
- Тревор Лоуренс[англ.] — саксофон (2, 6, 7, 8, 10)
- Джим Хорн[англ.] — саксофон (8, 10)
- Джин Сиприано — саксофон (6)
- Тони Терран[англ.] — труба (8, 10)
- Чак Финдли[англ.] — труба (8, 10)
- The Masked Alberts Orchestra — струнные (1, 3, 4, 6, 7, 9)
- Натали Альтман, Сьюзи Белл, Трой Джермано, Эрик Мюллер, Рэйчел Мюллер, Филида Патерсон, Пери Престопино, Дэвид Стейнберг, Канти Тернер, Кристин Тернер, Дэймон Виджано — Masked Albert Kids Chorale (8)

Технический персонал
- Джон Леннон — продюсирование, аранжировки (1, 2, 4, 6, 7, 8, 10)
- Рой Цикала[англ.] — звукорежиссёр, ассистент продюсера
- Джимми Айовин[англ.] — ассистент звукорежиссёра
- Мэл Эванс — ассистент продюсера
- Ринго Старр — ассистент продюсера
- Деннис Ферранте — микширование
- Том Рабстенак, Грег Калби[англ.] — мастеринг
- Cally — иллюстрации, дизайн, фотографии
- Эйси Р. Леман — арт-директор
- Андреа Т. Шеридан — примечания на обложке
- Дерек Тейлор[англ.] — примечания на обложке
- Майк Хартри — цифровое конвертирование
- Билл Лейси — восстановление звука
- Кит Манро — продюсер, координация работы
- Кёртис Армстронг[англ.] — примечания на обложке (переиздание)

## Позиции в хит-парадах
| Чарт (1974)       | Высшая позиция |
| ----------------- | -------------- |
| Kent Music Report | 45             |
| Billboard 200     | 60             |